# آيت الغازي (آيت يعقوب أو عيسى)
آيت الغازي هو دُوَّار يقع بجماعة تيغسالين، إقليم خنيفرة، جهة بني ملال خنيفرة في المملكة المغربية. ينتمي الدوّار لمشيخة آيت يعقوب أو عيسى التي تضم 21 دوار. يقدر عدد سكانه بـ 322 نسمة حسب الإحصاء الرسمي للسكان والسكنى لسنة 2004.

## وصلات خارجية
- البوابة الوطنية للجماعات الترابية
- المندوبية السامية للتخطيط